# Toni Hannula
Toni Leander Hannula (ur. 30 kwietnia 1962 w Savukoski) – fiński zapaśnik walczący w stylu klasycznym. Olimpijczyk z Los Angeles 1984, gdzie zajął siódme miejsce w kategorii 90 kg.
Zajął dziesiąte miejsce na mistrzostwach świata w 1987. Brązowy medalista mistrzostw Europy w 1985. Zdobył cztery medale na mistrzostwach nordyckich w 1982 - 1985 roku.